# サントリーサンバーズ大阪
サントリーサンバーズ大阪（サントリーサンバーズおおさか、英語: Suntory Sunbirds Osaka）は、大阪府箕面市を本拠地とする男子バレーボールチームである。2025-26シーズンはSV.LEAGUE MENに所属。

## 概要
1973年4月にサントリー男子バレーボール部が結成された。1975年、日本リーグ（のちのVリーグ）初昇格。
チーム名『サンバーズ』は太陽鳥（英語の複数形なので語尾が「ド」でなく「ズ」で終わる）の意味で、「燦然と輝く太陽に向って羽ばたく不死鳥のように」との思いからつけられ、Suntoryの最初の3文字にもかけている。
練習場所はサントリー箕面トレーニングセンター体育館であり、見学も可能である。ホームゲームは、ホームタウンである大阪府のほかに、サブホームタウンである東京都大田区でも開催され、熊本市でも開催されることがある。
一般ファン向けには、ファンクラブが設立されている。
2013年現在、Vリーグでは唯一の永久欠番を持つチームである（16番ジルソン・ベルナルド）。

## 歴史
1973年4月結成。ミュンヘンオリンピック金メダリストのメンバーである大古誠司も入部した。
1974年実業団リーグ入り。リーグ入り1年目にして、第6回大会で準優勝し、入れ替え戦で神戸製鋼を得点率の僅差で破り、結成2年で日本リーグ昇格を果たした。
1975/76シーズン、初参戦となった第9回日本リーグでは4位に入るが、翌シーズンの第10回日本リーグでは1勝9敗の最下位に低迷し、入れ替え戦で松下電器（現大阪ブルテオン）に敗れて実業団リーグに降格した。
1978年、第10回実業団リーグで優勝したが、入れ替え戦で東レ九鱗会（現・東レアローズ静岡）にセット率で敗れ日本リーグ復帰ならず。しかし、1979年、第11回実業団リーグで連覇を果たして臨んだ入れ替え戦で東レ九隣会にリベンジを果たし、3シーズン振りの日本リーグ復帰となった。以降、日本リーグに定着する。同年、全日本都市対抗優勝大会（現・黒鷲旗）で初優勝し、結成6年にして初の全国優勝を果たした。
1984/85シーズン、第18回日本リーグで準優勝を果たす。同シーズンの黒鷲旗では2度目の優勝を果たした。1990/91シーズンも、第24回日本リーグで準優勝を果たし、黒鷲旗で3度目の優勝。
1994年、日本リーグ優勝経験のないままで日本リーグにとって替わりVリーグが開幕。しかし、その第1回で悲願の初優勝を果たした。同シーズンの1995年黒鷲旗でも4度目の優勝を果たした。
1999/00シーズンの第6回Vリーグで主砲・ジルソン・ベルナルドを中心に、5年振り2度目の優勝を果たす。同シーズンの黒鷲旗、Vカップでも優勝を果たし3冠を達成した。翌シーズン以降もVリーグ連覇を続け、2003/04シーズンの第10回Vリーグで前人未到のVリーグ5連覇を達成した。第8回以降の3シーズンは、レギュラーラウンドを4位で突破しての優勝だった。5連覇中のMVPは全てジルソンであり、2004年のジルソン退団をもって、功績を称えて背番号16番を永久欠番とした。2004/05シーズンの第11回Vリーグでは序盤の連敗が響き、レギュラーラウンド5位となり、ファイナルラウンド進出を果たせず連覇が止まった。
2005/06シーズンの第12回Vリーグでは優勝決定戦まで進むも堺ブレイザーズに敗れ準優勝。
2006年より日本人プロ契約制度を導入し、越川優が第1号選手となった。
2006/07V・プレミアリーグ（Vリーグより改称）では予選ラウンドを23勝5敗の1位、セミファイナルも3戦全勝で通過し、迎えた優勝決定戦でも東レ・アローズをセットカウント3-1で下し、3年振り7度目の優勝を決めた。2007/08V・プレミアリーグではレギュラーラウンドを圧倒的な成績で1位突破するもの、セミファイナルラウンドで2勝しながらセット率で3位となり決勝進出を逃すという悔しいシーズンとなった。2008/09V・プレミアリーグでもレギュラーラウンドを1位突破しながら、セミファイナルラウンドで3位となり優勝を逃した。
2010年8月、4シーズン監督を務めた河野克巳が退任し（以降2016年までゼネラルマネージャーを務める。）、荻野正二がヘッドコーチとして指揮を執ることとなった。
2012年4月、Vリーグ機構規約第19条違反があったとして、機構から制裁処分が下された。チームは故障者が多く万全な体制で臨めずファンや関係者に迷惑をかけたと謝罪した。
荻野体制で2シーズン優勝できず、2012年、新監督にイタリア国籍のパオロ・モンタニャーニを監督に招聘し、荻野はそのままヘッドコーチとしてモンタニャーニの下でチームをサポート。そうすると、2012/13V・プレミアリーグでは、圧倒的な成績でレギュラーラウンド1位になった。しかし、セミファイナルラウンド3位で優勝を逃した。一方、同シーズンの第62回黒鷲旗で優勝を果たす。黒鷲旗は2000年に優勝してから決勝進出も果たせず縁のない大会となっていたが、13年振りの優勝となった。2013/14シーズンはなかなかリズムに乗れず低迷し6位で終える。当シーズンをもってパオロ・モンタニャーニ監督が退任。
2014年、チーム5連覇に大きく貢献したジルソン・ベルナルドが監督に就任。2014/15シーズン、レギュラーラウンドで10連勝を果たし、躍進をみせる。ファイナルでJTサンダーズに悲願の初優勝を献上したが、チームは準優勝を果たした。第64回黒鷲旗で2シーズン振りの優勝。しかし、ジルソン体制2年目の2015/16シーズンは序盤でつまずきレギュラーラウンド9勝12敗の7位に低迷。チャレンジマッチ（入替戦）で大分三好ヴァイセアドラーに連勝して降格は逃れた。2016/17シーズンは4位で終えた。
2017年、荻野正二が監督に就任し、現役引退した山村宏太がコーチに就任。荻野は実質二度目の指揮となり、ジルソン体制から引き継ぐ形となった。2017/18シーズンはファイナル6では5戦全敗するなど振るわず6位で終了。2018年にロシア代表で活躍したドミトリー・ムセルスキーが入団。同時に、ブラジルユース代表を長く指導してきたレオナルド・カルバリョをコーチに招聘した。カルバリョは、その力を若手指導で発揮し、また、チームに合わせたブロックシステム構築にも取り掛かった。V・プレミアリーグに替わって設立された新生V.LEAGUEの2018-19シーズンでは、レギュラーラウンド2位に入る躍進を見せた。しかし、ファイナル6で勢いのついたJT、東レアローズに抜かされ4位となり、ファイナル進出を逃した。2019-20シーズンは3位に入るが優勝できず。このシーズンをもって荻野は監督を辞任しチームアンバサダーに就任。コーチの山村が監督に昇格した。
山村体制の1年目、2020-21シーズンは、日本代表OHでドイツでプレーしていた柳田将洋がチームに復帰。ムセルスキー擁する攻撃陣に柳田が加わったことでチームは勢いに乗り、V・レギュラーラウンドで優勝を果たし、6シーズンぶりのファイナル進出も確定した。そして、2021年4月4日、ファイナルでパナソニックパンサーズにストレートで勝ち、14シーズンぶり8度目のリーグ優勝を果たした。ドイツやポーランドでプレーした柳田は主張や指摘の大切さを感じていて、それをチームに浸透させたことがチームの意識改革につながった。
2021-22シーズン、ムセルスキーが2021年末まで試合に出れないこととなり、代わりに年末までの契約として補強したバロッティ・アルパッドもコンディション不良により控えに回ったため、それまでオポジットにはアライン・デ・アルマスが入った。ムセルスキー復帰後はより勝てるようになるが、前シーズンのようには行かず、2022年2月末には藤中謙也の右足負傷の離脱が重なった。V・レギュラーラウンドでは前シーズンで全勝したパナソニックには一転4戦全敗を喫し、ウルフドッグス名古屋にも1勝3敗と苦戦した。それでも、V・レギュラーラウンドは2位で終えファイナル3に進出し、藤中もファイナル3前に復帰を果たした。ファイナル3では、フルセットでパナソニックに敗れるがゴールデンセットはものにし、何とか2シーズン連続のファイナル進出を決めた。6セット戦ったファイナル3の翌日に行われたファイナルの第1戦は、WD名古屋にストレートで敗れる。山村はWD名古屋を「全てのパフォーマンスが高くて強い」と評し、「優勝のために修正点を洗い出しチーム一丸となって挑みたい」と意気込んだ。そうすると、1週間後の第2戦ではストレートで勝ち、ゴールデンセットもものにし逆転で連覇を果たした。山村は、「信じられないと言うのが率直の感想」と話し、「選手達は悔しい敗戦から常に前を向きこの日のために最高のパフォーマンスを発揮する準備をした」と選手達を労った。キャプテンでMVPに輝いた大宅真樹は、「逆境に強いサンバーズをお見せできた」とコメントした。3年ぶりに開催された第70回黒鷲旗全日本選抜大会でも前回に続いての連覇を達成した。その後、前シーズンV1優勝チームとして出場したアジアクラブ選手権で準優勝。決勝でイランの強豪ペイカン・テヘラン相手に2セット取るも惜敗した。2023年も当シーズンV1優勝チームとして出場する。
2022-23シーズンはV・レギュラーラウンドで2位に入りファイナル4に進出。ファイナル4は1試合目でパナソニックにフルセットで勝つと、2試合目もV・レギュラーラウンド優勝のWD名古屋に同じくフルセットで勝ち、ファイナル進出1番乗りを果たす。しかし、ファイナルではWD名古屋のリターンマッチを受け、セットカウント0-3で敗れ、3連覇を逃し準優勝となった。第71回黒鷲旗大会でも決勝に進出し3連覇まであと1勝とするも、決勝で日本代表メンバー4人をメンバーから外しているWD名古屋にここでも敗れ、黒鷲旗3連覇を逃した。しかし、その後に開催されたアジアクラブ選手権では日本男子チーム初となる優勝を果たした。
2023-24シーズン、2023年12月に開催された世界クラブ選手権にアジア王者として出場し、銅メダルを獲得した。世界クラブ選手権でのメダル獲得は日本チーム初の快挙である。
2024年、山村宏太が監督を勇退。6月1日、チーム名を「サントリーサンバーズ大阪」に変更。新監督には前年コーチとして加入したオリビエ・キャットが就任した。

## 成績

### 主な成績
日本リーグ／Vリーグ／プレミアリーグ、V.LEAGUE DIVISION1 MEN
- 優勝10回（1994/95、1999/2000、2000/01、2001/02、2002/03、2003/04、2006/07、2020-21、2021-22、2023-24）
- 準優勝6回（1984/85、1990/91、2005/06、2010/11、2014/15、2022-23）

Vカップ
- 優勝1回（2000年）

黒鷲旗大会
- 優勝10回（1979年、1985年、1991年、1995年、2000年、2013年、2015年、2019年、2022年、2024年）
- 準優勝4回（1986年、1992年、1999年、2023年）

天皇杯・皇后杯全日本バレーボール選手権大会
- 優勝2回（2010年度、2024年度）

国体
- 優勝3回（1997年、2003年、2006年）

バレーボールアジアクラブ選手権
- 優勝1回（2023年）
- 準優勝2回（2001年、2022年）

### 年度別成績

#### 日本リーグ / 実業団リーグ
| 所属         | 年度             | 最終 順位 | 参加 チーム数 | 試合 | 勝 | 敗 | 勝率  |
| ------------ | ---------------- | --------- | ------------- | ---- | -- | -- | ----- |
| 実業団リーグ | 第6回 (1974/75)  | 準優勝    | 6チーム       | 10   | 6  | 4  | 0.600 |
| 日本リーグ   | 第9回 (1975/76)  | 4位       | 6チーム       | 10   | 3  | 7  | 0.300 |
| 日本リーグ   | 第10回 (1976/77) | 6位       | 6チーム       | 10   | 1  | 9  | 0.100 |
| 実業団リーグ | 第9回 (1977/78)  | 優勝      | 6チーム       | 10   | 9  | 1  | 0.900 |
| 実業団リーグ | 第10回 (1978/79) | 優勝      | 6チーム       | 10   | 9  | 1  | 0.900 |
| 日本リーグ   | 第13回 (1979/80) | 4位       | 6チーム       | 10   | 3  | 7  | 0.300 |
| 日本リーグ   | 第14回 (1980/81) | 7位       | 8チーム       | 14   | 3  | 11 | 0.214 |
| 日本リーグ   | 第15回 (1981/82) | 5位       | 8チーム       | 21   | 10 | 11 | 0.476 |
| 日本リーグ   | 第16回 (1982/83) | 4位       | 8チーム       | 21   | 11 | 10 | 0.524 |
| 日本リーグ   | 第17回 (1983/84) | 4位       | 8チーム       | 21   | 13 | 8  | 0.619 |
| 日本リーグ   | 第18回 (1984/85) | 準優勝    | 8チーム       | 21   | 16 | 5  | 0.762 |
| 日本リーグ   | 第19回 (1985/86) | 3位       | 8チーム       | 21   | 13 | 8  | 0.619 |
| 日本リーグ   | 第20回 (1986/87) | 5位       | 8チーム       | 21   | 7  | 14 | 0.333 |
| 日本リーグ   | 第21回 (1987/88) | 5位       | 8チーム       | 14   | 5  | 9  | 0.357 |
| 日本リーグ   | 第22回 (1988/89) | 7位       | 8チーム       | 14   | 4  | 10 | 0.286 |
| 日本リーグ   | 第23回 (1989/90) | 5位       | 8チーム       | 14   | 8  | 6  | 0.571 |
| 日本リーグ   | 第24回 (1990/91) | 準優勝    | 8チーム       | 17   | 10 | 7  | 0.586 |
| 日本リーグ   | 第25回 (1991/92) | 3位       | 8チーム       | 20   | 10 | 10 | 0.500 |
| 日本リーグ   | 第26回 (1992/93) | 7位       | 8チーム       | 14   | 3  | 11 | 0.214 |
| 日本リーグ   | 第27回 (1993/94) | 4位       | 8チーム       | 17   | 8  | 9  | 0.471 |

#### Vリーグ / 実業団リーグ・V1リーグ
| 所属    | 年度             | 最終 順位 | 参加 チーム数 | 試合 | 勝 | 敗 | 勝率  |
| ------- | ---------------- | --------- | ------------- | ---- | -- | -- | ----- |
| Vリーグ | 第1回 (1994/95)  | 優勝      | 8チーム       | 21   | 14 | 7  | 0.667 |
| Vリーグ | 第2回 (1995/96)  | 4位       | 8チーム       | 21   | 14 | 7  | 0.667 |
| Vリーグ | 第3回 (1996/97)  | 3位       | 8チーム       | 21   | 12 | 9  | 0.571 |
| Vリーグ | 第4回 (1997/98)  | 4位       | 8チーム       | 21   | 12 | 9  | 0.571 |
| Vリーグ | 第5回 (1998/99)  | 3位       | 10チーム      | 18   | 14 | 4  | 0.778 |
| Vリーグ | 第6回 (1999/00)  | 優勝      | 10チーム      | 18   | 14 | 4  | 0.778 |
| Vリーグ | 第7回 (2000/01)  | 優勝      | 10チーム      | 18   | 14 | 4  | 0.778 |
| Vリーグ | 第8回 (2001/02)  | 優勝      | 10チーム      | 18   | 11 | 7  | 0.611 |
| Vリーグ | 第9回 (2002/03)  | 優勝      | 8チーム       | 21   | 13 | 8  | 0.619 |
| Vリーグ | 第10回 (2003/04) | 優勝      | 8チーム       | 21   | 11 | 10 | 0.524 |
| Vリーグ | 第11回 (2004/05) | 5位       | 8チーム       | 28   | 14 | 14 | 0.500 |
| Vリーグ | 第12回 (2005/06) | 準優勝    | 8チーム       | 28   | 20 | 8  | 0.714 |

#### V・プレミアリーグ / V・チャレンジリーグ
| 所属     | 年度    | 最終 順位 | 参加 チーム数 | レギュラーラウンド | レギュラーラウンド | レギュラーラウンド | レギュラーラウンド | ポストシーズン | ポストシーズン | ポストシーズン |
| 所属     | 年度    | 最終 順位 | 参加 チーム数 | 順位               | 試合               | 勝                 | 敗                 | 試合           | 勝             | 敗             |
| -------- | ------- | --------- | ------------- | ------------------ | ------------------ | ------------------ | ------------------ | -------------- | -------------- | -------------- |
| プレミア | 2006/07 | 優勝      | 8チーム       | 1位                | 28                 | 23                 | 5                  | 4              | 4              | 0              |
| プレミア | 2007/08 | 3位       | 8チーム       | 1位                | 28                 | 24                 | 4                  | 4              | 3              | 1              |
| プレミア | 2008/09 | 4位       | 8チーム       | 1位                | 28                 | 22                 | 6                  | 4              | 1              | 3              |
| プレミア | 2009/10 | 5位       | 8チーム       | 5位                | 28                 | 15                 | 13                 | -              | -              | -              |
| プレミア | 2010/11 | 準優勝    | 8チーム       | 2位                | 24                 | 18                 | 6                  | 中止           | 中止           | 中止           |
| プレミア | 2011/12 | 3位       | 8チーム       | 4位                | 21                 | 10                 | 11                 | 4              | 2              | 2              |
| プレミア | 2012/13 | 4位       | 8チーム       | 1位                | 28                 | 24                 | 4                  | 4              | 0              | 4              |
| プレミア | 2013/14 | 6位       | 8チーム       | 6位                | 28                 | 11                 | 17                 | -              | -              | -              |
| プレミア | 2014/15 | 準優勝    | 8チーム       | 2位                | 21                 | 16                 | 5                  | 7              | 4              | 3              |
| プレミア | 2015/16 | 7位       | 8チーム       | 7位                | 21                 | 9                  | 12                 | -              | -              | -              |
| プレミア | 2016/17 | 4位       | 8チーム       | 4位                | 21                 | 13                 | 8                  | 5              | 2              | 3              |
| プレミア | 2017/18 | 6位       | 8チーム       | 5位                | 21                 | 8                  | 13                 | 5              | 0              | 5              |

#### V.LEAGUE
| 所属      | 年度    | 最終 順位 | 参加 チーム数 | レギュラーラウンド | レギュラーラウンド | レギュラーラウンド | レギュラーラウンド | ポストシーズン | ポストシーズン | ポストシーズン | 備考                                |
| 所属      | 年度    | 最終 順位 | 参加 チーム数 | 順位               | 試合               | 勝                 | 敗                 | 試合           | 勝             | 敗             | 備考                                |
| --------- | ------- | --------- | ------------- | ------------------ | ------------------ | ------------------ | ------------------ | -------------- | -------------- | -------------- | ----------------------------------- |
| DIVISION1 | 2018-19 | 4位       | 10チーム      | 2位                | 27                 | 19                 | 8                  | 5              | 2              | 3              |                                     |
| DIVISION1 | 2019-20 | 3位       | 10チーム      | 4位                | 27                 | 18                 | 9                  | 3              | 2              | 1              |                                     |
| DIVISION1 | 2020-21 | 優勝      | 10チーム      | 1位                | 34                 | 31                 | 3                  | 1              | 1              | 0              |                                     |
| DIVISION1 | 2021-22 | 優勝      | 10チーム      | 2位                | 34                 | 27                 | 9                  | 3              | 1              | 2              | レギュラーラウンドは不戦勝2を含む。 |
| DIVISION1 | 2022-23 | 準優勝    | 10チーム      | 2位                | 36                 | 25                 | 11                 | 4              | 3              | 1              |                                     |
| DIVISION1 | 2023-24 | 優勝      | 10チーム      | 2位                | 36                 | 30                 | 6                  | ２             | ２             | ０             |                                     |

#### SV.LEAGUE
| 所属      | 年度    | 最終 順位 | 参加 チーム数 | レギュラーラウンド | レギュラーラウンド | レギュラーラウンド | レギュラーラウンド | ポストシーズン | ポストシーズン | ポストシーズン | 備考 |
| 所属      | 年度    | 最終 順位 | 参加 チーム数 | 順位               | 試合               | 勝                 | 敗                 | 試合           | 勝             | 敗             | 備考 |
| --------- | ------- | --------- | ------------- | ------------------ | ------------------ | ------------------ | ------------------ | -------------- | -------------- | -------------- | ---- |
| SV.LEAGUE | 2024-25 | 優勝      | 10チーム      | 2位                | 44                 | 36                 | 8                  | 5              | 4              | 1              |      |

## 選手・スタッフ(2025-26)

### 選手
| 背番号                                                                           | 名前                     | シャツネーム | 生年月日（年齢）       | 身長 | 国籍   | Pos | 在籍年              | 前所属                    | 備考         |
| -------------------------------------------------------------------------------- | ------------------------ | ------------ | ---------------------- | ---- | ------ | --- | ------------------- | ------------------------- | ------------ |
| 1                                                                                | 小野寺太志               | ONODERA      | 1996年2月27日（29歳）  | 202  | 日本   | MB  | 2023年-             | JT広島                    |              |
| 2                                                                                | 佐藤謙次                 | SATO         | 1997年1月16日（28歳）  | 196  | 日本   | MB  | 2019年-             | 東海大学                  |              |
| 5                                                                                | 下川諒                   | SHIMOKAWA    | 2000年1月12日（25歳）  | 178  | 日本   | S   | 2024年-             | VC長野                    |              |
| 7                                                                                | アライン・デ・アルマス   | ALAIN        | 2001年3月4日（24歳）   | 189  | 日本   | OH  | 2020年-             | 都城東高校                |              |
| 8                                                                                | 関田誠大                 | SEKITA       | 1993年11月20日（31歳） | 176  | 日本   | S   | 2025年-             | ジェイテクト              | 移籍加入     |
| 10                                                                               | 小川智大                 | OGAWA        | 1996年7月4日（29歳）   | 176  | 日本   | L   | 2025年-             | ジェイテクト              | 移籍加入     |
| 11                                                                               | 藤中颯志                 | FUJINAKA     | 1999年12月2日（25歳）  | 177  | 日本   | L   | 2022年-             | VC長野                    | 背番号変更   |
| 12                                                                               | 髙橋藍                   | RAN          | 2001年9月2日（23歳）   | 188  | 日本   | OH  | 2020年-             | モンツァ (it)             | キャプテン   |
| 13                                                                               | ドミトリー・ムセルスキー | MUSERSKIY    | 1988年10月29日（36歳） | 218  | ロシア | OP  | 2018年-             | ベルゴロド                |              |
| 14                                                                               | 鬼木錬                   | ONIKI        | 2000年8月28日（24歳）  | 204  | 日本   | MB  | 2023年-             | 日本体育大学              |              |
| 15                                                                               | 喜入祥充                 | KIIRE        | 1995年5月13日（30歳）  | 174  | 日本   | L   | 2018年-             | 早稲田大学                | 副キャプテン |
| 17                                                                               | 樫村大仁                 | KASHIMURA    | 1999年1月15日（26歳）  | 196  | 日本   | MB  | 2021-2022年 2024年- | V北海道                   |              |
| 18                                                                               | イゴール・クリュカ (en)  | KLIUKA       | 1995年6月15日（30歳）  | 209  | ロシア | OH  | 2025年-             | サンクトペテルブルク (en) | 移籍加入     |
| 19                                                                               | 甲斐孝太郎               | KAI          | 2001年11月5日（23歳）  | 187  | 日本   | OP  | 2024年-             | 専修大学                  |              |
| 21                                                                               | 髙橋塁                   | RUI          | 2000年1月14日（25歳）  | 186  | 日本   | OH  | 2022年-             | 日本大学                  |              |
| 22                                                                               | 鍬田憲伸                 | KUWADA       | 1999年6月28日（26歳）  | 190  | 日本   | OH  | 2022-2024年 2025年- | V北海道                   | 復帰         |
| 23                                                                               | 柏田樹                   | KASHIWADA    | 1997年11月9日（27歳）  | 192  | 日本   | MB  | 2022年-             | V北海道                   |              |
| 出典：チーム新体制リリース チーム公式サイト Vリーグ公式サイト 更新：2025年6月8日 |                          |              |                        |      |        |     |                     |                           |              |

### レンタル移籍
| 名前   | 生年月日（年齢）     | 身長 | 国籍 | Pos | レンタル先       | 備考                       |
| ------ | -------------------- | ---- | ---- | --- | ---------------- | -------------------------- |
| 染野輝 | 2001年7月3日（24歳） | 186  | 日本 | OH  | ヴォレアス北海道 | 2025年8月1日-2026年5月17日 |

### スタッフ
| 役職                                                                             | 名前               | 備考 |
| -------------------------------------------------------------------------------- | ------------------ | ---- |
| シニアディレクター                                                               | 下村真三           |      |
| エグゼクティブディレクター                                                       | 水谷徹             |      |
| ゼネラルマネージャー                                                             | 栗原圭介           |      |
| チームディレクター                                                               | 津曲勝利           | 新任 |
| スペシャリスト                                                                   | 山村宏太           | 新任 |
| 監督                                                                             | オリビエ・キャット | 新任 |
| コーチ                                                                           | 米山達也           |      |
| コーチ                                                                           | 松永理生           | 新任 |
| チームマネージャー                                                               | 加藤久典           |      |
| チームドクター                                                                   | 樋口直彦           |      |
| S&Cコーチ                                                                        | 工藤建太           |      |
| メディカルトレーナー                                                             | 樋口雅一           |      |
| 理学療法士                                                                       | 李滝二             |      |
| アナリスト                                                                       | 柳川辰真           |      |
| アナリスト                                                                       | 武田蓮             | 新任 |
| 通訳                                                                             | 小川猛             |      |
| 運営/ファン事業グループ                                                          | 松崎廣光           |      |
| 運営/ファン事業グループ                                                          | 高橋賢             |      |
| 地域連携/パートナー事業グループ                                                  | 吉田譲             |      |
| 地域連携/パートナー事業グループ                                                  | 山本和史           |      |
| 地域連携/パートナー事業グループ                                                  | 秋本浩樹           |      |
| 出典：チーム新体制リリース チーム公式サイト Vリーグ公式サイト 更新：2025年2月3日 |                    |      |

## 在籍していた主な選手
| - 大古誠司 - 神林正文 - 荻野正二 - 栗原圭介 - 桑田鎮典 - 西田靖宏 - 上田剛史 - 佐々木太一 - 村上龍介 - 津曲勝利 - 吉田譲 - 柴田恭平 - 柴小屋康行 - 冨士田裕大 - 金子隆行 - 阿部裕太 - 越川優 | - 山村宏太 - 酒井大祐 - 高橋賢 - 鈴木寛史 - 米山達也（現・コーチ） - 塩田達也 - 鶴田大樹 - 柳田将洋 - ロバート・サミュエルソン - ジルソン・ベルナルド - レオナルド・メロ - テオ・ロペス - アンドレ・ナシメント - ウォレス・マルティンス - エバンドロ・グエッラ - 彭世坤 |

## アンダーカテゴリー
2013年から箕面市バレーボール協会が主体となり、サンバーズから指導者を派遣してバレーボール教室を開催していた。2020年からはサンバーズが主体となりアカデミー事業を行っている。
U15チームを保有しており、松崎廣光が監督を務めている。

## ユニフォーム
ユニフォームサプライヤー
- アシックス（ホーム）
- ミズノ（アウェイ）

## マスコットキャラクター
- スーパーサンバーズくん

ロゴにも描かれている赤い鳥がモチーフ。元々はサンバーズくんだったが、2012年2月の着ぐるみモデルチェンジに伴い改名した。改名後は機敏な動きを見せるようになっている。
- ムーンバーズくん

スーパーサンバーズくんの相棒として2020年から登場。しっかり者のスーパーサンバーズくんに対して、やんちゃでいたずら好きであるという性格付けがなされている。着用ユニフォームは黒がメインカラーで、表情も眉が上がった、やんちゃという性格を表すようなものになっている。2019年11月16日のカメイアリーナ仙台で行われたサントリーサンバーズホームゲームにてMr.Xとして初登場。2020年1月25日に丸善インテックアリーナ大阪で行われたサントリーサンバーズホームゲームにて名前が発表された。